# Пруга Брчко—Бановићи
Пруга Брчко–Бановићи је железничка пруга у северној Босни која је настала као резултат прве омладинске радне акције у Југославији. На њеној изградњи радило је 62.268 омладинаца из целе Југославије и више од 1.000 бригадира из иностранства.

## Историја
Идеја о изградњи железничке пруге која би спајала богата налазишта угља бановићког базена са главним саобраћајницама, а преко њих и са удаљеним потрошачким центрима, постојала је још пре Другог светског рата. По завршетку рата, још у периоду обнове Југославије од ратних разарања, а пре почетка планске изградње социјалистичке привреде, ово је био један од првих великих инвестиционих подухвата.
За будући петогодишњи план у слободној Југославији било је преко потребно осигурати солидну сировинску базу. Богате наслаге бановићког угља, за југословенске прилике релативно висококалоричног, са врло погодним условима експлоатације, подстакле су највише руководеће органе привреде, да још почетком 1946. године одлуче, да се током те године приступи изградњи ове пруге. Било је, предвиђено и испланирано да пруга буде завршена за седам месеци. Тај задатак, био је завршен у рекордно кратком времену.
Средином марта 1946. године, грађевинско одељење тадашњег министарства саобраћаја добило је налог да приступи извођењу припремних радова. Елаборат о изградњи био је готов за непуних месец дана. На дан 1. априла почеле су припреме и тај датум је Дан почетка омладинских радних акција. 1. маја, прве омладинске радне бригаде отвориле су радове на прузи Брчко-Бановићи, дугој 92 km. У току изградње пруге ископано је 1.361.680 km² земље и 134.460 km² камена. Изграђена су два тунела у дужини 667 m и 22 моста укупне дужине 455 m.
Први воз овом пругом прошао је 7. новембра 1946. године.
Мирослав Крлежа је рекао:„Није ово прва пруга на свијету сигурно, али је прва коју су изградила дјеца“.

## Занимљивости
Осим 92 км пруге урађено је и:
- 11,5 километара трачница станичног колосијека.
- 2.100 телефонских стубова са 14 хиљада килограма телефонске жице.
- 13 магацина,
- 31 стамбена зграда са 64 стана,
- 29 скретничарских кућица,
- 34 бунара,
- 4 зграде са радионицама ложионице и
- 10 помоћних ложионица са 4 водостанице.[4]

Током изградње настала је популарна песма и ода радним акцијама:
Брчко-Бановићи
то је наша мета

изградити пругу

још овога љета